# Interregni Poloniae libri VIII
Interregni Poloniae libri VIII (pol. Bezkrólewia w Polsce ksiąg ośmioro) – dzieło historyczno-pamiętnikarskie Świętosława Orzelskiego w języku łacińskim, opisujące czasy bezkrólewi w Polsce po śmierci Zygmunta Augusta i ucieczce Henryka Walezego.
Na język polski dzieło zostało przetłumaczone w XIX w. i wydane jako Bezkrólewia w Polsce ksiąg ośmioro. Utwór nie ma dużych walorów literackich, jest jednak źródłem cennych informacji historycznych dzięki drobiazgowości i dokładności autora. Zawiera m.in. opis wystąpienia Jana Kochanowskiego popierającego kandydaturę Maksymiliana II Habsburga na tron Polski podczas elekcji 1575 roku.